# 苏泰拉
苏泰拉（義大利語：Sutera），是意大利卡尔塔尼塞塔省的一个市镇。总面积35平方公里，人口1502人，人口密度42.9人/平方公里（2009年）。ISTAT代码为085020。